# Muskelrelaxantia

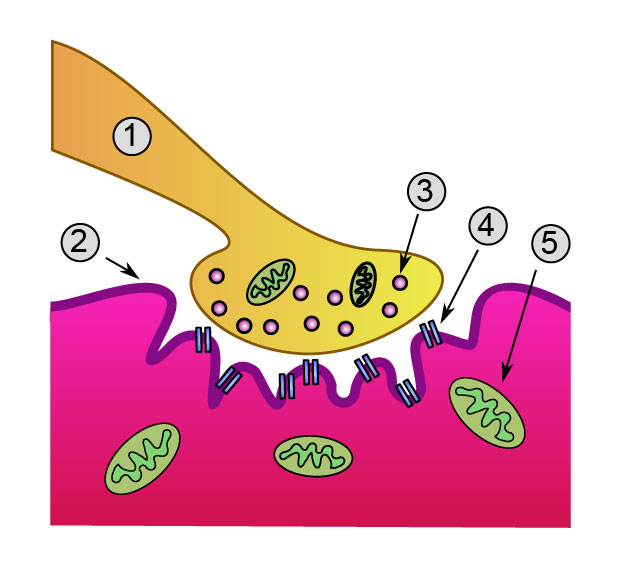
Detaljerad bild av en neuromuskulära synapsen (motorändplattan) 1. Presynaptiskt axon, 2. sarkolemma, 3. synaptisk vesikel, 4. nikotinerg acetylkolinreceptor, 5. mitokondrie.

Muskelrelaxantia är muskelrelaxerande eller muskelavslappande läkemedel.
Muskelavslappning och förlamning kan teoretiskt ske genom att bryta den motoriska signaleringen på flera nivåer, till exempel i det centrala nervsystemet, myeliniserade motorika nerver, omyeliniserade motoriska nervterminaler, nikotinerga acetylkolinreceptorer vid motorändplattan och muskelmembranet eller i den kontraktila apparaten. 
Neuromuskulära blockerare (ofta med samlade benämningen muskelrelaxantia, nedan listade som perifert verkande) fungerar genom att blockera överföringen i motorändplattan. Normalt kommer en nervimpuls till den motoriska nervterminalen, vilket initierar ett inflöde av kalciumjoner, vilket i sin tur orsakar exocytos av synaptiska vesiklar som innehåller acetylkolin. Acetylkolin diffunderar sedan över synapsspalten och binder till nikotinerga acetylkolinreceptorer (nAChR). Acetylkolin hydrolyseras av acetylkolinesteras (AchE). Bindningen av två acetylkolinmolekyler resulterar i en konformationsförändring i receptorn vilket medför depolarisation av muskelcellen och därigenom muskelkontraktion.  Efter depolarisering avlägsnas sedan acetylkolinmolekylerna från ändplattans region och hydrolyseras enzymatiskt av acetylkolinesteras. 
Depolariserande och icke-depolariserande (perifera) blockader av den neuromuskulära transmissionen (NMT) sker genom att muskelrelaxantia har en struktur som liknar acetylkolinets varvid muskelrelaxantia på liknande sätt som acetylkolin binds till acetylkolinreceptorer.
Två principiellt olika former av blockad av motorändplattan finns: Depolariserande och icke-depolariserande muskelarelaxantia. Icke-depolariserande muskelrelaxantia, t.ex. rokuronium, är antagonister till nAChR vilket förhindrar depolarisering genom att acetylkolin inte kan binda till receptorn. En annan typ är depolariserande muskelrelaxantia, (t.ex. succinylkolin), agonister till nAChR. Detta blockerar muskelkontraktion genom att depolarisera motorändplattan (vilket föranleder muskelkontraktion) men bindningen är starkare varför receptorn är oemottaglig for ytterligare inbinding och kan därför ej initiera en aktionspotential och orsaka muskelkontraktion under en tid.  Båda dessa klasser av neuromuskulärt blockerande läkemedel har subgrupper som strukturellt liknar acetylkolin, den endogena liganden, t.ex. pancuronium (ett icke-depolariserande medel, se bild). 
I klinisk anestesi finns olika användningsområden för olika typer av muskelrelaxantia beroende på syftet av muskelrelaxationen.

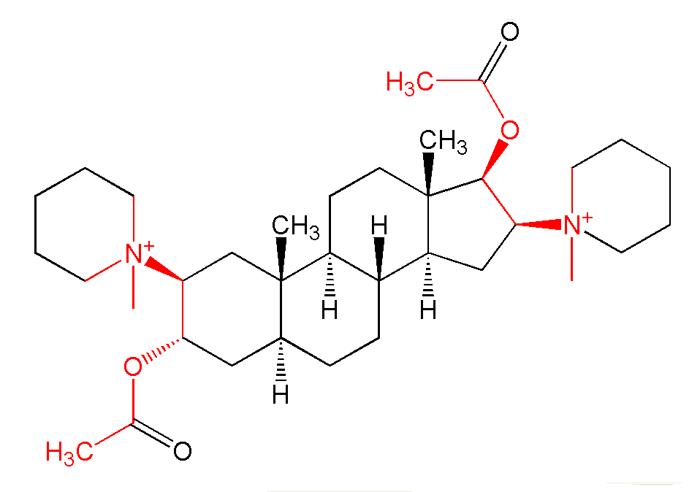
Strukturformel av pankuronium, ett icke-depolariserande muskelrelaxantia. Röda områden indikerar de två acetylkolin-"molekylerna" i strukturen

## Perifert verkande muskelavslappande medel (ATC-kodM03A)
- Kolinderiivat  -depolariserande muskelrelaxantia (anestesi-relaterade)
  - Celocurin® (suxameton), injektionsvätska, lösning 50 mg/ml, Ipex Medical AB
- Övriga kvartära ammoniumföreningar (anestesi-relaterade)
  - Pavulon (pankuron), injektionsvätska 2 mg/ml, Organon AB
  - Norcuron (vekuronium), injektionssubstans 10 mg, Organon AB
  - Atracurium Hameln (atrakurium), injektionsvätska, lösning 10 mg/ml, Epipharm AB
  - Tracrium® (atrakurium), injektionsvätska, lösning 10 mg/ml, Glaxo Smith Kline
  - Esmeron® (rokuronium), injektionsvätska 10 mg/ml, Organon AB
  - Mivacron® (mivakurium), injektionsvätska, lösning 2 mg/ml, Glaxo Smith Kline
  - Nimbex® (cisatrakurium), injektionsvätska, lösning 2 mg/ml, Glaxo Smith Kline
- Övriga muskelavslappande medel, perifert verkande (EJ anestesi-relaterade)
  - Botox®, pulver till injektionsvätska, lösning 100 E, Allergan Norden AB
  - Dysport®, pulver till injektionsvätska, lösning, Ipsen Scandinavia A/S
  - Vistabel®, pulver till injektionsvätska, lösning 4 E/0,1ML, Allergan Norden AB

## Centralt verkande muskelavslappande medel (ATC-kod M03B)
Samtliga primärt EJ anestesi-relaterade
- M03BA02
  - Somadril®, tabletter 350 mg, Alpharma AB
  - Somadril® comp., tabletter, Alpharma AB
- M03BB03
  - Paraflex®, tabletter 250 mg, Astra Zeneca AB
  - Paraflex® comp., tabletter , Astra Zeneca AB
- M03BC01 
  - Norflex®, depottabletter 100 mg, 3M Svenska AB
  - Norgesic®, tabletter, 3M Svenska AB
- M03BX01
  - Baklofen NM Pharma, tabletter 10 mg, NM Pharma AB
  - Baklofen NM Pharma, tabletter 25 mg, NM Pharma AB
  - Lioresal, injektions- och infusionsvätska 0,5 mg/ml, Novartis Sverige AB
  - Lioresal, injektions- och infusionsvätska 2 mg/ml, Novartis Sverige AB
  - Lioresal, injektions- och infusionsvätska 50 mikrog/ml, Novartis Sverige AB
  - Lioresal®, tabletter 10 mg, Novartis Sverige AB
  - Lioresal®, tabletter 25 mg, Novartis Sverige AB

## Direktverkande muskelavslappande medel (ATC-kod M03C)
Verkar genom direkt effekt på ryanodinreceptron och det sarkoplasmatiska retiklet, används vid malign hypertermi
- Dantrolen[5]